# Enicospilus porteri
Enicospilus porteri là một loài tò vò trong họ Ichneumonidae.